# 鳳岫教會

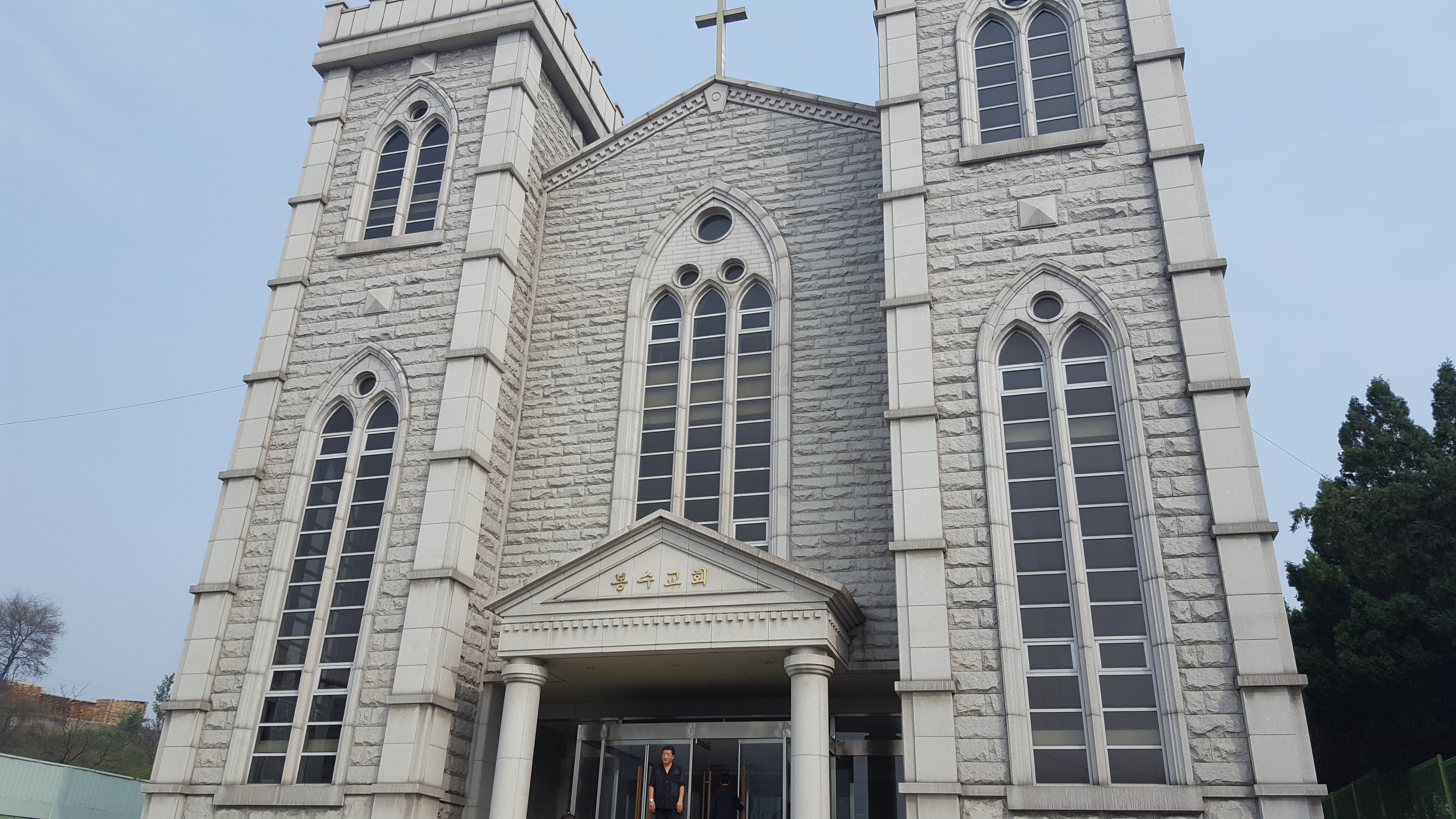
位於平壤市萬景臺區建國洞的鳳岫教會。

鳳岫教會（：／），位於平壤市萬景臺區建國洞，屬朝鮮民主主義人民共和國境內最大的新教教堂，建於1988年8月，是朝鮮戰爭後重建的第一座教堂。占地面積3,000平方米。除主日禮拜外，在復活節、圣靈降臨節、聖誕節也舉行禮拜儀式。

## 歷史
在朝鮮戰爭時期許多教堂遭到破壞，以致沒有一所能夠做禮拜的教堂。朝鮮的新教信徒都希望能新建一所禮拜堂，因此修建了一些基督教堂。

## 使用信徒
每個主日崇拜（Fellowship），來參加宗教活動的平壤市本地新教信徒超過300多名。亦接受到朝鮮的觀光客作暫時崇拜活動，由與會的當地新教信徒，即時傳譯。

## 神職人員
鳳岫教會有兩位牧師：孫孝順主任牧師（Rev. Son Hyo Sun）和張升福副牧師（Rev. Jang Sung Bok）。尚有傳道、長老、執事等25名神職人員。另外成立成員30多名的教堂合唱隊，職責唱讚頌聖歌。

## 外部連結
- 中國新華通訊社有關鳳岫教堂的照片